# 山口市菜香亭
山口市菜香亭（やまぐちしさいこうてい）は、山口県山口市天花（てんげ）にある観光文化交流施設。

## 概要
元は長州藩（萩藩）の膳部職だった齊藤幸兵衛が、1877年（明治10年）頃に八坂神社（山口市上竪小路）の境内にて開いた料亭「祇園菜香亭」（ぎおんさいこうてい）の建物であった。「菜香亭」の名前は、料亭をひいきにしていた井上馨が、齊藤幸兵衛の「齊」と「幸」から「齊幸亭」の読みを取り、これに当て字で「菜香亭」と名付けたものであった。前述の通り萩藩の台所支配人が開いた料亭ということもあって、井上馨の他にも伊藤博文、木戸孝允、山縣有朋らの元勲の他、内閣総理大臣経験者である田中義一、岸信介、佐藤栄作らがひいきにしたとされ、山口市における迎賓館的あるいは社交場存在でもあったという。料亭は5代目店主だった齋藤清子（通称「おごうさん」）が高齢になったことから1996年（平成8年）に閉店、120年ののれんを下ろした。
その後、建物の解体が取り沙汰されるようになるが、近代日本史を伝える建物として保存活用を求める市民運動が起こり、2000年には請願書が山口市に提出され市議会で採択された。市としても利活用方法を模索し、2003年4月に「おごうさん」から現金2億4千万円と建物（正確には建物の解体部材）、広間に飾られていた扁額、調度品類一式が市へ寄付され、これを受けて市が「市民の文化活動及びまちづくり活動に供することにより、地域文化の向上及び地域を担う人材の育成を図るとともに、本市の貴重な歴史・文化資源を次代へ向け保存し、幅広い交流の場として活用する」ことを目的に、元の建物を山口市天花に移築復元し、市の施設である「山口市菜香亭」として2004年（平成16年）10月2日に開館した。移築にあたっては菜香亭が最も華やかだった1936年（昭和11年）当時の姿に復元。木材は極力元の建物のものを使用したという。指定管理者制度を導入し、建物の運営管理は保存活動を求めた市民グループが中心となって結成したNPO法人「歴史の町山口を甦らせる会」が行っている。
現在は「おごうさん」の寄贈した明治から昭和にかけての常連客の品々を常設展示するほか、かつての大広間などが会議室・ギャラリーなどに活用されている。元料亭の建物であるが、移築に際しての建築基準法の関係から火気を使用することが出来ず、食事等はすべてケータリングを利用する必要がある旨が利用条件に定められている。
また、「祇園菜香亭」跡地は国の史跡「大内氏遺跡」の「築山館跡」の範囲に含まれており、移築後の発掘調査によって、料亭の井戸があったあたりから築山館の付属建物とおもわれる柱跡が検出され、大内政弘・義興の時代の15世紀後半の土師器や瓦質土器のすり鉢、足鍋のほか、軒平瓦や軒丸瓦などが出土している。

## アクセス
- JR山陽新幹線・山陽本線 新山口駅より防長交通バス「西京橋・日赤前経由県庁」方面行きで「野田学園前」バス停下車徒歩2分
- JR山口線 山口駅より山口市コミュニティバス大内ルート「野田」バス停下車徒歩3分

## 周辺
- 聖サビエル記念公園
- 今八幡宮
- 豊榮神社・野田神社
- 瑠璃光寺
- 山口県護国神社